# Dauphin de Guyane
Espèce
Statut de conservation UICN

 NT  : Quasi menacé
Statut CITES
Le Dauphin de Guyane (Sotalia guianensis (P.‑J. van Beneden, 1864)) est un mammifère marin appartenant à l’ordre des cétacés dont il est l’un des plus petits représentants. Il évolue le long de la côte atlantique de l’Amérique centrale au sud du Brésil. D’autres noms lui sont donnés en fonction des localités, le Costero qui signifie « côtier » en espagnol, le Marsouin ou la Sotalie.

## Biologie

### Taxonomie
Le Dauphin de Guyane est un mammifère de l’ordre des Cétacés. Ce phylum se répartit en deux sous-ordres : celui des Odontocètes et celui des Mysticètes (baleines). Le premier sous-ordre est constitué de quatre super-familles : celle du Sotalia est la superfamille des Delphinoïdes, qui comprend trois familles. Celle des Delphinidés se compose de trois sous-familles, dont les Sténinés, à laquelle appartient le genre Sotalia.
Son plus proche cousin est le Tucuxi (Sotalia fluviatilis). Les deux espèces se ressemblent fortement et diffèrent principalement de par leur taille et la forme de leur crâne. Cependant le Tucuxi vit uniquement en eau douce, dans l'Amazone et ses affluents alors que la Sotalie est une espèce côtière.
La taxonomie concernant le genre Sotalia est restée pendant de nombreuses années non résolue. Ce n’est qu’en 2007 que les deux sous-espèces ont été différenciées génétiquement grâce à des analyses moléculaires. Avant cela Sotalia guianensis et Sotalia fluviatilis étaient considérées comme une seule et même espèce. Le Dauphin de Guyane et le Tucuxi ont aussi été considérés pendant un temps comme des sous-espèces ou des variétés. L’existence de deux espèces distinctes est donc reconnue et acceptée par la communauté scientifique depuis 2007 (Caballero et al. 2007)

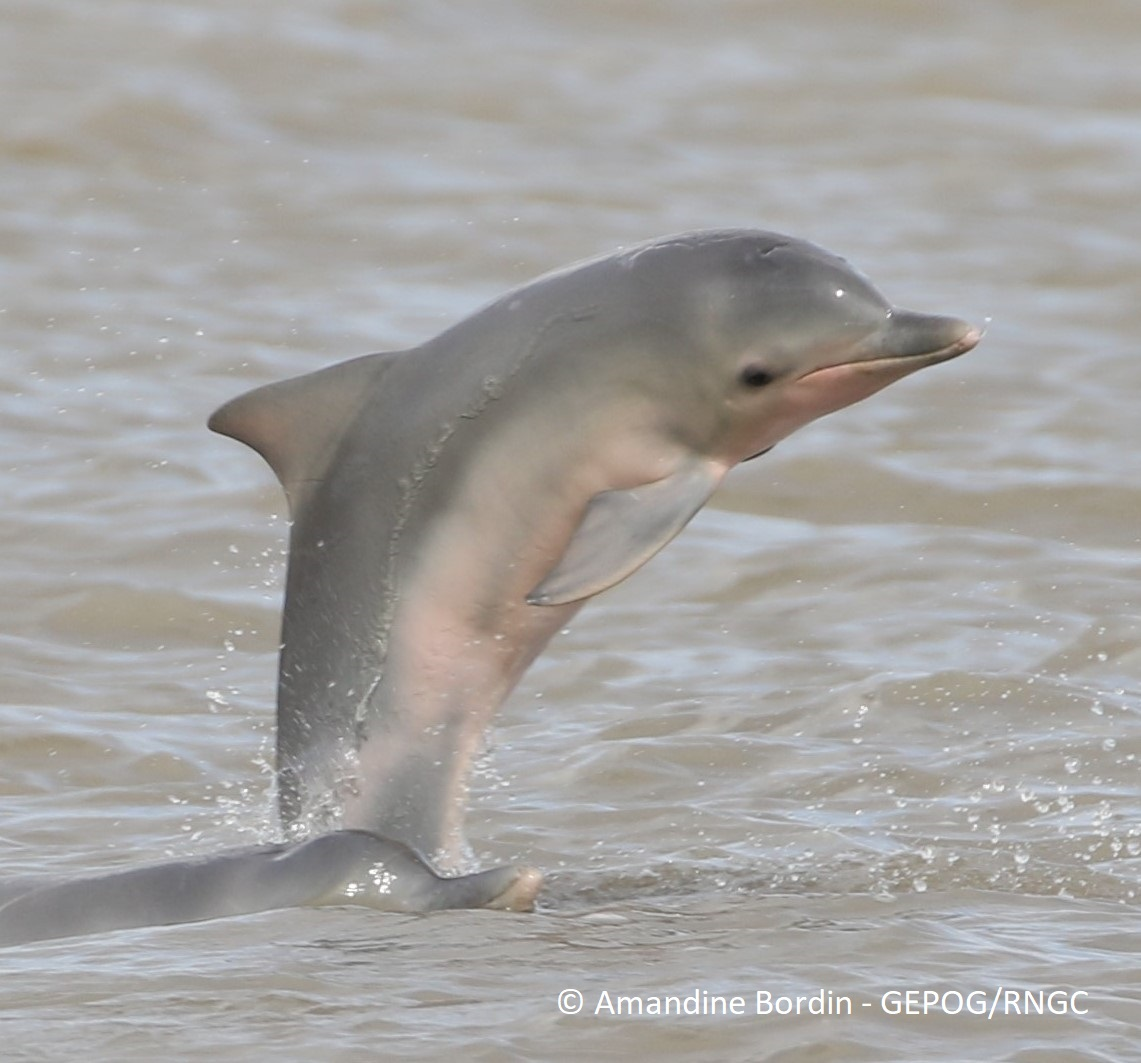
Jeune individu photographié dans le chenal du Mahury (Guyane française)

### Caractéristiques physiques

#### Taille et poids
Le Dauphin de Guyane mesure généralement entre 1,50 m et 1,70 m, c’est l’un des plus petits cétacés du monde. Des individus de deux mètres auraient déjà été observés. Son poids moyen est de 60 kg et peut atteindre 80 kg pour les plus gros individus.
L’âge maximal observé est de 29 ans pour les mâles et 30 ans pour les femelles.

#### Morphologie
Le dauphin de Guyane est petit et trapu. Son corps est gris clair à gris-bleu sur le dos et gris clair à rose sur le ventre, avec une limite nette allant de la commissure du rostre jusqu’au bord d’attaque de la nageoire pectorale. Des zones dorso-ventrales plus claires sont visibles sur les flancs, l’une derrière la nageoire pectorale, l’autre courant à partir de la moitié du corps. La couleur peut varier avec la distribution géographique, l’influence possible des pigments alimentaires et l’âge (en vieillissant les animaux s’éclaircissent).

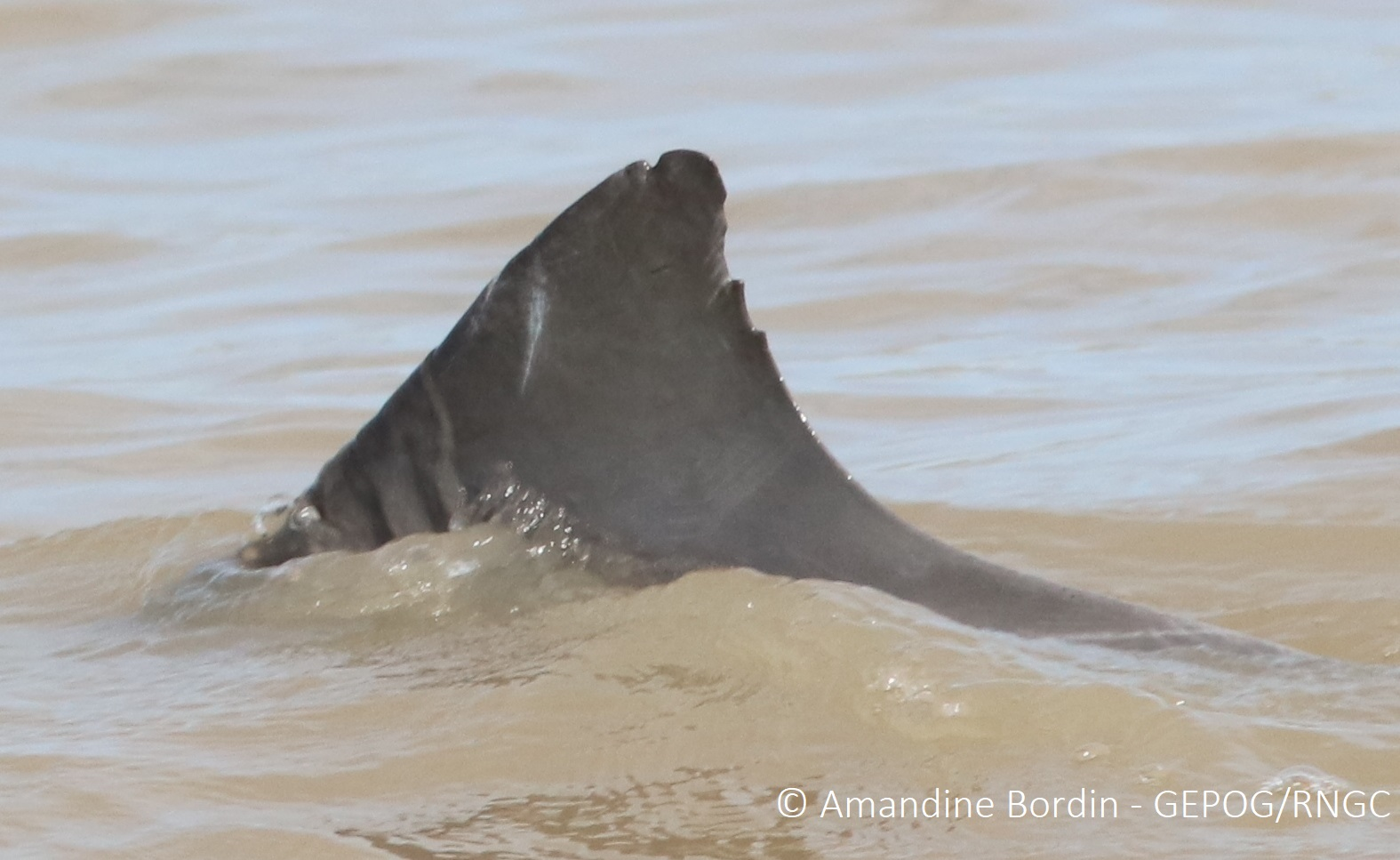
Marques de socialisation sur un aileron de Dauphin de Guyane.

La nageoire dorsale est petite et triangulaire avec une large base. Son extrémité peut être très légèrement arrondie vers l’arrière et sa hauteur avoisine les 11-13 cm. Les nageoires pectorales sont relativement grandes, en forme de palettes. La nageoire caudale est grande et large.
La tête se caractérise par un petit melon bombé et un rostre relativement long (plus long et plus fin que celui du Grand dauphin, Tursiops truncatus). Les yeux sont plus ou moins cerclés de noir. Chaque demi-mâchoire est dotée de 26 à 35 dents.
Le    dimorphisme sexuel est peu apparent, les mâles peuvent avoir une carrure un peu plus puissante que les femelles.
Des variations régionales de morphologie existent. Des différences significatives ont notamment été observées entre les populations du sud et du nord du lac Maracaibo au Venezuela.

#### Marques de socialisation
De nombreuses cicatrices, morsures et dépigmentations apparaissent sur le corps et surtout sur la nageoire dorsale avec l’âge, ce sont des marques de socialisation. Les nageoires dorsales peuvent parfois même être découpées. Les jeunes individus présentent des ailerons lisses et une coloration générale plus claire et plus rosée.

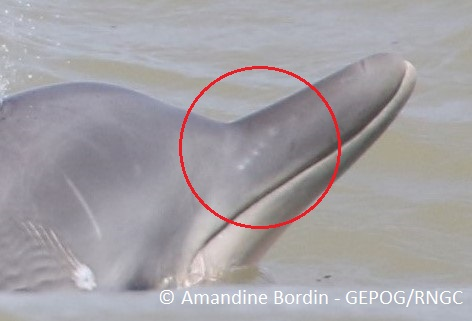
Cryptes vibrissales sur un rostre de Dauphin de Guyane

#### Particularités
Le rostre du Dauphin de Guyane est doté de petits électro-récepteurs appelés « Cryptes vibrissales ». Ils lui permettent de détecter le champ électrique de ses proies. Il est le seul dauphin au monde à être doté de cette faculté appelée « électroréception », au même titre que d’autres animaux aquatiques ou semi-aquatiques tels que l’ornithorynque.
Les cryptes vibrissales sont des structures fonctionnelles très irriguées. En forme d’ampoules, elles rappellent les électro-récepteurs que l’on peut retrouver chez d’autres prédateurs aquatiques comme les Ampoules de Lorenzini chez les élasmobranches.
La sensitivité de ces organes serait adaptée aux champs électriques générés par les proies du Dauphin de Guyane.
Le Dauphin de Guyane est généralement associé à des eaux turbides. Les particules suspendues réduisent considérablement la visibilité dans ces habitats, spécifiquement quand les sédiments sont remis en surface. Les électro-récepteurs sur le rostre des Sotalies permettraient d’augmenter la probabilité de détecter une proie proche dans les eaux turbides ou en fouillant dans le substrat et  fonctionneraient comme un sens supplémentaire à l’écholocation lors de l’alimentation sur les fonds (Czech-Damal et al., 2011).
Au Brésil, une étude démontre que les caractéristiques du complexe tympanique-périotique des Sotalies diffèrent selon la localité, plus particulièrement entre les localités du nord et du sud. L’os tympanique atteint des tailles plus élevées dans les localités du sud (Arcoverde et al., 2014).

### Acoustique
Tous les cétacés produisent des sons relativement stéréotypés permettant de les identifier dans un enregistrement de bruit ambiant marin. Les dauphins étant les plus bruyants des cétacés, ils produisent une variété d’émissions sonores réparties dans une très large bande de fréquences, entre 10 hertz et 150 kilohertz environ. Les sons produits sont très variés et peuvent être de type impulsif tel que les clics, pour se repérer et s’orienter, ou de type continu comme les sifflements qui sont plus aigus et généralement utilisés pour communiquer et se reconnaître.
Le Dauphin de Guyane possède un répertoire vocal varié qu’il utilise au cours de diverses activités et interactions sociales (déplacement, reproduction, recherche de nourriture…). Des clics, des buzz, des sifflements sont fréquemment émis par les animaux, et ceux-ci peuvent être enregistrés par des hydrophones. L’hydrophone est un outil qui permet d’enregistrer le milieu marin et donc les animaux à différentes fréquences (basses ou hautes). Les Dauphins de Guyane produisent des sons avec une fréquence plus élevée et moins de complexité que les autres espèces de delphinidés (Andrade et al., 2015).
Plusieurs études corroborent sur le fait qu’il existe des variations latitudinales pour les sifflements de Sotalies : les fréquences augmenteraient du sud de l’aire de répartition de l’espèce vers le nord. A une échelle plus réduite, des études au Brésil ont montré que les sons émis par les Sotalies peuvent différer entre les individus vivant au Nord du Brésil et les individus vivant au Sud du Brésil. (Rossi-Santos et al., 2006).
Les connaissances concernant les sifflements de Sotalies sont très faibles en dehors des études menées au Brésil, au Costa Rica et au Venezuela.

## Écologie

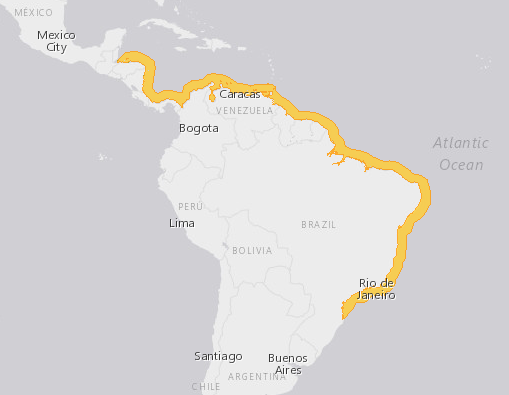
Distribution du Dauphin de Guyane

### Distribution
Le Dauphin de Guyane est présent le long des côtes de l’Atlantique Ouest et des Caraïbes, depuis les rivages du Honduras (15° 58’ N, 79° 54’ W), en Amérique centrale, jusqu’aux eaux côtières méridionales brésiliennes (Etat de Santa Catarina, 27° 35’ S).
Sa présence est confirmée au Brésil, en Colombie, au Costa-Rica, en Guyane française, au Guyana, au Honduras, au Nicaragua, au Panama, au Suriname, à Trinité et Tobago et au Venezuela. D’autres localités constituent une hypothétique aire de répartition mais ne possèdent pas de donnée confirmée pour cette espèce, c’est le cas de Aruba, Bonaire, Saint Eustache, Saba, et Curaçao.
En Guyane française, sa présente est attestée par des observations fréquentes et par les échouages. Des survols réalisés sur toute la ZEE attestent encore de sa présence tout le long de la côte. On le retrouve autour des Iles du Salut et de l’Ile du Grand-Connétable ainsi que dans les estuaires de la rivière de Cayenne, du Mahury, de l’Approuague, de l’Oyapock, de la Mana et du Maroni.
Au Brésil, la majorité des états côtiers sont concernés. Des Dauphins de Guyane sont également observés dans l’embouchure de l’Amazone.
De nombreux groupes sont signalés au Suriname et au Guyana, aux embouchures des principaux fleuves. Au Suriname, les Sotalies ne seraient présents que dans la rivière de Paramaribo.
Au Venezuela, en dehors du lac Maracaibo, les dauphins sont présents dans les Etats d’Aragua, Nueva Esparta et Miranda. Dans le fleuve Orénoque, des observations sont rapportées jusqu’à 300 km en amont au niveau de Ciudad Bolivar.
En Colombie, la région de Guaira, l’embouchure du Rio Magdalena ainsi que les golfes de Morosquillo et d’Uraba sont le lieu de nombre d’observations qui ne seraient toutefois pas représentatives de la densité réelle.

### Habitats
Le Dauphin de Guyane est inféodé aux milieux estuariens et côtiers tropicaux. Il affectionne tout particulièrement les eaux calmes et peu profondes (au maximum 25 m), telles que les baies et les embouchures de grands fleuves, qu’il aurait tendance à remonter. Il fréquente aussi les côtes bordées de mangroves. Il apprécie également les habitats rocheux dans lesquels il peut trouver sa nourriture. En Guyane, il n’évolue pas au-delà d’une quarantaine de kilomètres des côtes.
Les Sotalies ont une distribution en « patchs » (Borobia et al. 1991, Flores et Silva 2009, Da Silva et al. 2010). L’espèce présente un caractère plutôt sédentaire et semble très fidèle à son site. Les communautés n’effectuent pas de grands déplacements, ce qui suppose peu d’échanges avec les populations voisines et entre les différentes localités. Le domaine vital du Dauphin de Guyane, parfois inférieur à 15 km², est l’un des plus petits parmi les cétacés. Les déplacements sont cependant possibles entre les différents sites fréquentés. En Guyane, les observations sont plus fréquentes du mois de juin à décembre, mais il est pour l’instant impossible de déterminer si cela est dû à un effet saisonnier où aux meilleures conditions de détection en saison sèche.

### Régime alimentaire
Les Sotalies se nourrissent de poissons, céphalopodes et crustacés (crevettes pénéides notamment). Ils sont carnivores et se situent au sommet de la chaîne trophique. En cela ils sont un bon indicateur de l'état de santé des écosystèmes marins.

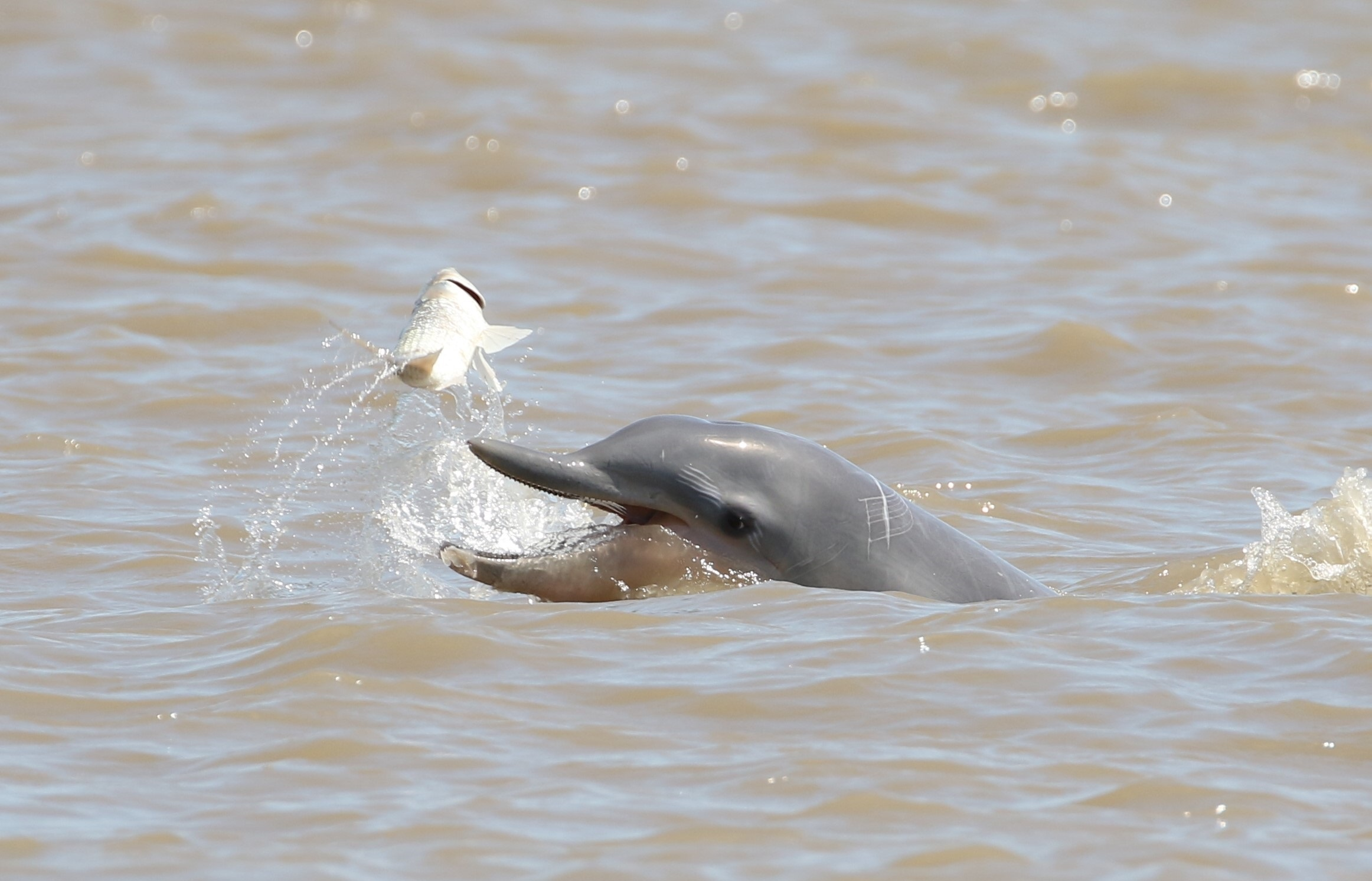
Dauphin de Guyane en alimentation dans le chenal du Mahury (Guyane française)

L’éventail des espèces consommées est assez large et diffère en fonction de la localité du groupe et de l’habitat occupé (Cremer et al, 2012). Des études ont montré que la recherche de nourriture peut être menée de façon individuelle ou en groupe. En revanche, il semblerait qu’il n’existe pas parmi l’espèce une seule et même stratégie de recherche alimentaire. Les scientifiques et les chercheurs tendent à penser que les différentes communautés de Dauphin de Guyane élaborent leur propre stratégie d’alimentation en fonction des conditions locales. Par exemple, les groupes vivant près des estuaires n’hésitent pas à remonter les fleuves sur plusieurs kilomètres pour chercher de la nourriture. Cela a permis de mettre en relief l’aptitude du Dauphin de Guyane à supporter l’eau saumâtre et même l’eau douce. Les associations avec les oiseaux marins sont communément observées lors de la chasse.
Au Brésil, selon une étude réalisée le long de la côte de Rio de Janeiro (Sud-Est du Brésil), le Sotalie se nourrit de proies néritiques abondantes tout au long de l’année. Les contenus stomacaux sont majoritairement composés de Téléostéens : Trichiurus lepturus, Cynoscion guatucupa, Isopisthus parvipinnis et Porichthys porossisimus. Les poissons apparaissent en plus grande quantité que les céphalopodes et l’analyse de la taille des proies montre que les Sotalies se nourrissent plutôt de jeunes spécimens. (Di Beneditto et al., 2007).

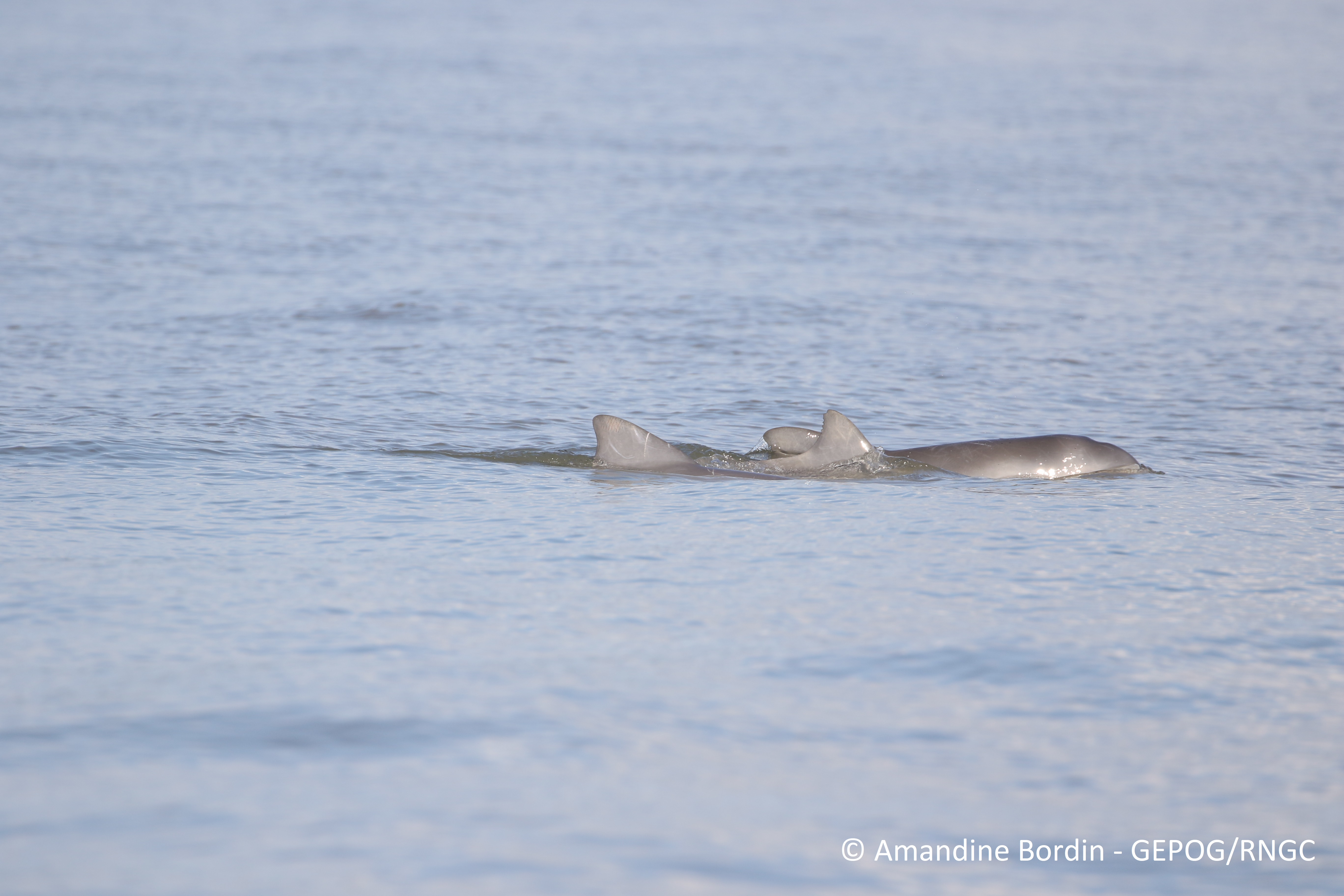
Dauphins de Guyane dans le chenal du Mahury (Guyane française)

### Reproduction
Les connaissances actuelles sur la reproduction de Sotalia guianensis sont très faibles et aucune saisonnalité n’a été mise en avant. En revanche, les études menées au Brésil ont mis en évidence une mise bas plutôt en fin de saison sèche (octobre-novembre).
Selon une étude réalisée sur la côte de Paranà au Sud du Brésil, les mâles atteignent leur maturité sexuelle à l’âge de 7 ans et à une taille estimée de 170-175 cm. Les femelles seraient matures entre 5 et 8 ans de vie et à une taille de 164-169 cm. Le cycle reproducteur serait de deux ans, sans saisonnalité marquée pour l’ovulation ou la mise bas. La gestation est estimée à 12 mois et la taille des petits à la naissance se situerait aux alentours de 92 cm. Après l’âge de 25 ans, les ovules des femelles ne seraient plus fonctionnels (Rosas et al., 2002).

### Comportement
Les Dauphins de Guyane sont souvent observé en groupes de 2 à 30 individus, mais pouvant atteindre 60 individus. Ils nagent en groupe soudé suggérant une structure sociale développée. Ils sautent assez fréquemment hors de l’eau mais cette activité ne peut être observée que d’assez loin. L’espèce est effectivement réputée pour être timide et discrète et a tendance à fuir à l’approche des bateaux. L’observation commune d’individus recouverts de vase et de boue (dorsales, flancs, melon, queue) suggère que le Dauphin de Guyane entre en contact avec le fond, probablement en lien avec un comportement d’alimentation (Rossi-Santos et Wedekin, 2006).

## Etat des populations

### Réglementations et statuts
Sur la liste rouge mondiale de l’UICN, l’espèce est classée dans la catégorie « quasi menacée ». Jusqu’en 2018, le Dauphin de Guyane était classé dans la catégorie « données insuffisantes » en raison du manque de données globales disponibles.
Même s’il existe encore des incertitudes concernant son abondance, ses tendances d’évolution et ses niveaux de mortalité, le Dauphin de Guyane ne répondait plus à la description d’une espèce dont les données sont insuffisantes.
Depuis 2016, l’espèce est considérée comme menacée sur le territoire guyanais à la suite de la réalisation de la Liste Rouge régionale qui fixe le statut du Dauphin de Guyane EN (Endangered = En Danger).
L’espèce est également inscrite sur l’arrêté ministériel du 1er juillet 2011 fixant la liste des mammifères marins protégés sur le territoire national.
Cette espèce est inscrite à l’appendice I de la Convention de Washington depuis 1982.
Le dauphin de Guyane est cité dans l’annexe I de la CITES et dans l’annexe II de la CMS. L’espèce est protégée dans la plupart des pays de son aire de répartition.

### Enjeux

#### Effectifs
Le Dauphin de Guyane est bien souvent considéré comme commun ou fréquent mais les données récoltées sur cette espèce sont actuellement insuffisantes pour connaître précisément ses effectifs et sa répartition à l’échelle mondiale. Cependant, de nombreuses estimations locales ont été réalisées sur des zones restreintes, où il apparaît relativement abondant.
La population globale est estimée supérieure à 10 000 individus. En Guyane, des survols aériens ont permis d’estimer la population à 2000 individus. Un nombre considéré comme fortement sous-estimé.

#### Evolutions et perspectives
Le peu d’estimations et le manque d’homogénéité méthodologique entre les travaux ne permettent pas de dessiner de quelconques tendances dans cette population. La répartition fragmentée au sein de l’aire de répartition pourrait constituer une faiblesse. Certaines études montrent de réelles restrictions aux flux de gènes entre certains sites fréquentés.
Etant donné la nature et l’échelle des menaces décrites, une diminution globale de 20-25 % de la population sur 3 générations est plausible. La pêche artisanale au filet connue pour causer la mort accidentelle des Sotalies apparaît dans toute la zone de répartition de l’espèce, et les captures accidentelles reportées dans les zones où une surveillance est réalisée sont élevées.

#### Enjeux de conservation
Le Dauphin de Guyane est l’un des plus petits représentants des cétacés fréquemment observé dans les eaux côtières guyanaises. Il fait partie des espèces remarquables et emblématiques du patrimoine naturel de la Guyane, et tient une place essentielle dans le réseau trophique de l’écosystème côtier en tant que prédateur supérieur. Espèce longévive à maturité sexuelle tardive et dont la répartition est restreinte à la bande côtière, la Sotalie est une espèce sensible et vulnérable aux modifications de son environnement et aux pressions générées par les activités humaines.
Le manque d’informations sur cette espèce endémique du nord-est de l’Amérique latine ne permet pas encore de statuer sur son état de conservation. Sa préférence pour les habitats côtiers rend l’espèce particulièrement sensible aux pressions anthropiques. Il est donc impératif de mettre en place un suivi continu et transnational de ses populations, sur un certain nombre de sites clés.
Au niveau national, c’est l’une des espèces de mammifères marins présentes dans les eaux françaises dont la répartition mondiale est la plus restreinte. La France a donc une responsabilité particulière pour la connaissance et la conservation du Dauphin de Guyane.

### Menaces
Les menaces directes et indirectes sur la Sotalie sont réelles. Si les méthodes mises en place actuellement ne permettent pas encore de quantifications, il apparaît que les populations auraient diminué de manière nette depuis quelques décennies.

#### Captures accidentelles
Malheureusement, comme de nombreux cétacés côtiers, le Dauphin de Guyane souffre d’interactions négatives avec les activités anthropiques. Les activités humaines en mer tendent à augmenter en nombre et en intensité. Elles exercent une forte pression sur le milieu de vie du Dauphin de Guyane et menacent le maintien de l’espèce. Les captures accidentelles dans les filets de pêche sont nombreuses chaque année et sont la principale cause de la mortalité des animaux retrouvés échoués sur la côte. Les prises accidentelles dans les filets de pêche constituent la pression la plus importante sur l’espèce.

#### Captures volontaires
Des captures intentionnelles ont été également été relevées sur cette espèce. Elles seraient effectuées dans certaines régions de l’aire de répartition, pour la consommation humaine ou pour servir d’appât. Des produits dérivés sont aussi retrouvés sur certains marchés, au Brésil par exemple, et serviraient d’amulettes ou autres usages de ce type. La proportion de captures accidentelles et intentionnelles pour ces usages n’est pas bien définie.

#### Dégradation de l'habitat et pollution
Les pollutions industrielles, liées à l’orpaillage notamment, et agricoles sont une menace pour les dauphins de Guyane qui peut être directe par la perte et la dégradation de leurs habitats ou indirecte à travers la contamination des proies. De plus, les risques associés aux activités pétrolières menacent l’espèce dans presque toute son aire de répartition. L’ingestion de débris de plastiques est un problème qui touche également le Dauphin de Guyane (Azevedo et al. 2009, Geise et Gomes 1996, Nery et al. 2008).
La menace de destruction des habitats est plus intense sur les populations vivant à proximité de villes côtières peuplées, des zones de tourisme intense, des eaux côtières avec des activités d’aquaculture et autour des ports. De par sa distribution côtière et ses caractéristiques biologiques, l’espèce est particulièrement exposée aux contaminants relâchés par les villes, les industries et l’agriculture. Les Sotalies possèdent une épaisse couche de graisse importante pour leur thermorégulation, le stockage de l’énergie et la flottabilité (Geraci et Lounsbury 2005). Malheureusement cette couche de graisse a la capacité d’accumuler de hauts niveaux de contaminants lipophiliques présents dans leurs proies, comme les composés organochlorés (Siciliano et al. 2005). En évaluant la santé des dauphins échoués ou capturés dans les filets, les facteurs de stress naturels et anthropogéniques de l’environnement marin peuvent être identifiés et ces dauphins peuvent servir de sentinelles de la santé de l’environnement et peuvent refléter la santé des niveaux trophiques inférieurs de l’écosystème marin (de Moura et al. 2014).

#### Trafic maritime et perturbations sonores
Les perturbations sonores ne peuvent pas non plus être négligées pour cette espèce dont l’ouïe est très développée. Une cause reconnue de mortalité de certains cétacés tient au bruit fait sous la mer. Le bruit des moteurs et les ondes des sonars artificiels investissent la sphère liquide. L’écholocation naturelle des dauphins est affectée, leur système sensoriel déréglé et sursaturé, ce qui peut causer leur perte (impossibilité de s’orienter, blessures par des hélices).
Malgré des connaissances encore lacunaires sur les impacts du trafic maritime et en particulier du dragage sur le Dauphin de Guyane, les travaux menés montrent que les engins motorisés affectent les émissions sonores des animaux (Crespo et al., 2010). Le bruit produit par les engins à moteur semble  affecter les émissions de sifflements chez cette espèce ainsi que la structure des sons (Dias, 2007). La modification de la structure des sifflements peut avoir des conséquences sur la communication entre les animaux et ainsi affecter la cohésion des groupes, l’alimentation et la reproduction (Watanabe et al.). Les activités humaines peuvent également générer un masquage acoustique et le niveau sonore peut atteindre des fréquences similaires à celles produites par le Dauphin de Guyane. Les animaux tendent alors à se regrouper et certaines activités comme l’alimentation sont stoppées en présence de navires (de Souza Albuquerque et da Silva Souto, 2013).
Le Dauphin de Guyane montre des signes de dérangement à l’approche de navires de pêche et de plaisance. Les moteurs hors-bords auraient plus d'impacts que les gros navires qui généreraient moins de dérangement. L’espèce peut aussi montrer une habituation au trafic qui peut s’expliquer entre autres par une perte d’audition due à une exposition continue au bruit (Santos et al., 2013). Dans le sud du Brésil, les dauphins éviteraient certains types de bateau en fonction du type d’approche (Pereira et al., 2007). D’autres sources sonores, telles que celles des navires de dragage sont par exemple la cause d’un abandon de la zone portuaire par les dauphins de la baie de Babitonga au Brésil (Cremer et al., 2009).

## Travaux, études et mesures de gestion

### Etudes et suivis de l'espèce

#### En Guyane
Dès 2013, le WWF a mis en place des études visant à améliorer la connaissance et le suivi de la population de dauphin de Guyane. Ainsi, des survols aériens ont notamment été effectués, permettant de mieux connaître la répartition des dauphins entre la Guyane et le Suriname voisin. Une approche sur la gestion des espaces et des menaces est menée en parallèle, s’intéressant notamment aux captures accidentelles et à la pollution chimique, mais aussi à la préservation de certains espaces, à des fins de conservation. En parallèle, des actions de sensibilisation permettent de faire mieux connaître au public et aux jeunes publics scolaires le dauphin de Guyane et de sensibiliser la population aux enjeux du milieu marin.
Depuis novembre 2014, un Réseau de suivi des échouages de mammifères marins et de tortues marines (REG) a été mis en place en Guyane, sous la tutelle du Réseau National des Echouages (RNE - Observatoire PELAGIS) et financé par la DEAL-Guyane.
En 2014 également, le GEPOG en tant que gestionnaire de la Réserve Naturelle de l’Ile du Grand Connétable a quant à lui débuté un suivi de la population de dauphins de Guyane par acquisition acoustique et par photo-identification dans les eaux d’une partie du littoral de Cayenne. Le suivi du Dauphin de Guyane fait partie des actions du plan de gestion de la Réserve.
Depuis juillet 2016, le GEPOG et le WWF mènent ensemble un projet sur le Dauphin de Guyane intitulé « Connaissance, Observation et Animation en faveur du Sotalie » (COAST) et qui vise à améliorer les connaissances existantes sur le dauphin de Guyane et à informer et sensibiliser le grand public sur la présence de cette espèce dans les eaux guyanaises. Porté par le WWF, en partenariat avec le GEPOG, ce projet est co-financé par les fonds européens au titre des fonds FEDER, sur une durée de trois ans (jusqu’en 2019).

#### Au Suriname
Au Suriname, la Green Heritage Fund mène également des actions de suivi de la population de Dauphin de Guyane.
Depuis 2005, un groupe de volontaires locaux  collecte des données sur les Sotalies résidents dans l’estuaire de la Rivière du Suriname. Ce programme a permis d’établir une collection de données basiques, de former les volontaires et autres parties prenantes et de sensibiliser le grand public sur l’espèce.

#### Au Brésil
Au Brésil, l’espèce fait l’objet de suivis depuis plusieurs années dans diverses localités et de nombreuses informations ont été obtenues sur la distribution et les déplacements des animaux, la structuration sociale des groupes, leurs comportements ou encore les taux de contamination aux métaux et polluants organiques. La plupart de ces résultats ont été obtenus à partir de campagnes d’observation embarquées, de méthodes acoustiques et de la photo-identification, et permettent aujourd’hui de mettre en place des mesures de conservation efficaces.

### Méthodes de suivi

#### Echouages
Les animaux échoués sont une source d’information importante. L’analyse d’un échouage permet d’obtenir des informations sur les causes de la mort et de réaliser des analyses éco toxicologiques qui donneront des informations sur l’état des populations. Les lots prélevés comportent du lard, de la peau, des dents, du muscle, l’estomac, des échantillons de rein, de foie ainsi que les gonades. Ces prélèvements sont destinés à être transmis à des laboratoires universitaires ou des Instituts de recherche pour des analyses en éco-toxicologie, démographie ou génétique.

#### Acoustique
Le suivi par acoustique est une méthode non intrusive et complémentaire de la surveillance visuelle fréquemment utilisée pour détecter la présence de mammifères marins, étudier leur comportement et l’utilisation de leurs habitats lorsque les conditions sont difficiles et que les espèces sont peu détectables. L’acoustique passive enregistre les bruits émis dans l’environnement marin et permet d’identifier les sources des signaux acoustiques en fonction de leurs caractéristiques fréquentielles, leur forme ou encore la durée des signaux émis grâce à deux moyens : l’immersion d’hydrophones depuis un bateau et le déploiement de systèmes autonomes sur des mouillages. L’utilisation de l’acoustique permet d’indiquer la présence ou non des animaux dans un périmètre donné, de mieux comprendre leur rythme (activités diurnes/nycthémérales), d’identifier la nature des sons produits, leur intensité, les formes de signal, mais aussi d’identifier les fonctions associées à ces sons. L’acoustique permettra aussi de répondre aux variabilités saisonnières de l’espèce et de déterminer si les animaux semblent absents à une période donnée (saison des pluies notamment où les sorties en mer sont difficiles).

#### Photo-identification
La photo-identification est une technique de capture-marquage-recapture qui consiste à identifier, à partir de photos, les marques présentes sur le corps des animaux, notamment sur les nageoires dorsales. Ces marques, uniques chez les individus, se présentent sous la forme d’encoches, griffures, cicatrices réalisées lors d’interactions sociales (jeux, rivalités, reproduction) ou par d’autres espèces. Les animaux peuvent aussi présenter des dépigmentations de la peau dues à des champignons par exemple. Ces marques, même si elles peuvent évoluer au cours du temps, permettent d’identifier les dauphins et de les reconnaitre d’une année sur l’autre. La photo-identification doit être réalisée sur plusieurs années. Le but de cette méthode est de mieux comprendre les habitudes de l’espèce, sa distribution, l’utilisation des différents habitats et ses déplacements. Elle permet également de suivre la dynamique de la population (naissances, mortalité), de décrire la structuration sociale des groupes, les comportements et la fidélité des animaux à certains sites

#### Transects linéaires
Les transects linéaires sont très souvent employés pour suivre les populations de mammifères marins.
En Guyane, le protocole utilisé consiste à suivre des transects en bateau répartis dans l’ensemble d’une zone d’étude suivant la méthode standardisée du Distance Sampling. Deux observateurs sont postés de chaque côté du bateau et relèvent toutes les observations de dauphins mais aussi d’activités humaines. Les données collectées comprennent le nombre d’individus, les coordonnées géographiques et l’activité réalisée. Les conditions d’observation et leurs changements sont également notés.
Le suivi par transects linéaires, à l’aide d’observateurs embarqués, permet de prospecter dans l’ensemble de la zone d’étude et de collecter des données sur la répartition des animaux et leurs habitats préférentiels.
Le Distance Sampling permet d’obtenir des estimations d’abondance et de densité ainsi que la répartition de l’espèce dans la zone prospectée. Ce type de protocole nécessite de relever la distance des animaux au bateau afin de définir les positions exactes des groupes par rapport à la route, mais également de déterminer les taux de détection et ainsi estimer la proportion d’animaux manqués. La méthode permet de prendre en compte la diminution de la probabilité de détection en fonction de la distance perpendiculaire entre l’observation et le transect. Le logiciel Distance Sampling offre également la possibilité de tester l’influence d’autres facteurs susceptibles d’affecter la détection des animaux comme l’état de la mer, l’éblouissement, l’expérience de l’observateur et la taille des groupes. Le logiciel propose aussi une extrapolation du nombre d’animaux observés sur la surface prospectée à l’ensemble de la zone d’étude pour obtenir des estimations de densité. Des modèles pourront aussi être construits en utilisant des covariables de présence/absence (bathymétrie, turbidité, température, etc.).

#### Points fixes d'observation
Le suivi par points fixes consiste à réaliser des sessions d’observations depuis la côte afin d’obtenir des informations sur ce qui influence la présence des animaux. Le Dauphin de Guyane évolue à proximité des côtes, parfois à seulement quelques dizaines de mètres des plages et des zones rocheuses. L’observation des animaux depuis la terre est donc une méthode non intrusive et complémentaire aux suivis embarqués. Cette méthode simple est adaptée pour le développement des sciences participatives et peut être facilement menée par des bénévoles. Les points fixes d’observation permettent d’étudier l’influence des paramètres environnementaux sur la présence des animaux (marée, conditions météorologiques, saisonnalité, trafic maritime…).

#### Survols aériens
L’observation par voie aérienne est une méthode couramment utilisée pour le recensement de la faune marine. Elle consiste à réaliser par avion des transects linéaires prédéfinis. La méthode utilisée est celle du line transect distance sampling pour les mammifères marins, tortues marines et autres grands nageurs de surface (elle peut être de strip transect pour les animaux ou objets dont les densités sont trop importantes). Les observations d’animaux et activités humaines sont relevées par des observateurs et saisies instantanément, ainsi que l’effort et les conditions d’observation. Les protocoles d’observation par voie aérienne permettent d’obtenir à partir d’observations réalisées sur des transects prédéfinis et suivis par avion une image de la distribution spatiale et des densités relatives des Sotalies et autres mammifères marins fréquentant la région à un temps donné. Le protocole appliqué permet également de collecter les observations d’autres groupes d’espèce appartenant à la mégafaune marine comme tortues marines, grands poissons pélagiques, requins et raies ainsi que les activités humaines (bateaux, engins de pêches, déchets).

#### Sciences participatives
En Guyane, le WWF et le GEPOG  déploient les sciences participatives sur le Dauphin de Guyane par l’intermédiaire du projet COAST (Connaissance, Observation et Animation en faveur de la SoTalie).
Les scientifiques qui étudient l’espèce font appel tout au long de l’année à des bénévoles pour assurer des temps d’observation depuis la côte et/ou en mer.
Pour faciliter la participation du grand public, une application smartphone a également été mise en place : OBSenMER est une plateforme collaborative qui facilite la saisie et l’analyse des observations en mer. Cet outil a été développé par le Groupe d’Etude des Cétacés du Cotentin qui en est l’administrateur général, en Collaboration avec Cybelle Planète et est administré en Guyane par le GEPOG et le WWF dans le cadre du projet COAST.
En Guyane, l’outil a été décliné en un groupe Facebook : OBSenMER Guyane, permettant aux utilisateurs de transmettre leurs observations par un biais différent mais également de recevoir des informations concernant le suivi de l’espèce.
Les sciences participatives combinent suivi scientifique et sensibilisation du public. Elles permettent d’obtenir un grand nombre de données tout en permettant au public de participer à des études.